# Tom Cable
Thomas Lee Cable jr. (Merced, 26 novembre 1964) è un allenatore di football americano statunitense che svolge il ruolo di allenatore della offensive line degli Oakland Raiders della National Football League (NFL).

## Carriera
Dopo il college Cable firmò per giocare con gli Indianapolis Colts nel 1986 senza mai scendere in campo. Nel 2006 iniziò la sua carriera da allenatore nella NFL con gli Atlanta Falcons come allenatore della offensive line.
Nel 2007 passò agli Oakland Raiders ricoprendo lo stesso ruolo. Nel 2008 dopo 4 partite dall'inizio della stagione divenne il capo-allenatore dopo che il suo predecessore Lane Kiffin venne esonerato. Chiuse la stagione 2008 con il record di 4 vittorie e 8 sconfitte.
Il 3 febbraio 2009 venne passato a pieno titolo al ruolo di capo-allenatore. Il 5 agosto Randy Hanson, che era un suo allenatore, si presentò in ospedale con lo zigomo rotto dicendo di aver subito un pugno da parte di Cable durante un diverbio. Il 1º novembre due ex-moglii ed una ex-compagna lo accusarono di violenza domestica. Nel 2010 la NFL decise di archiviare il caso tra Cable e Randy Hanson perché non sussistevano prove certe. Dopo otto anni in quella stagione portò i Raiders a chiudere la stagione regolare senza record negativo. Vinse 8 partite e ne perse altrettante e fu il primo allenatore nella storia della NFL ad aver vinto tutte le 6 partite contro avversarie della propria division senza raggiungere i playoff. Il 5 gennaio 2011 con i Raiders il suo contratto terminò senza venire rinnovato.
Il 18 gennaio dello stesso anno firmò con i Seattle Seahawks come assistente del capo-allenatore Pete Carroll e come allenatore della offensive line. Con essi raggiunse due Super Bowl, vincendo il Super Bowl XLVIII. Fu licenziato dopo la stagione 2017.
Il 13 gennaio 2018, Cable firmò per fare ritorno ai Raiders come allenatore della linea offensiva nello staff del nuovo allenatore Jon Gruden.

## Palmarès
Come assistente allenatore
- Super Bowl : 1

Seattle Seahawks: Super Bowl XLVIII
- National Football Conference Championship: 2

Seattle Seahawks: 2013, 2014

## Record come capo-allenatore
| Squadra | Anno   | Stagione regolare | Stagione regolare | Stagione regolare | Stagione regolare | Stagione regolare                                          | Playoff | Playoff | Playoff   |
| Squadra | Anno   | Vinte             | Perse             | Pareggiate        | Posizione         | Risultato                                                  | Vinte   | Perse   | Risultato |
| ------- | ------ | ----------------- | ----------------- | ----------------- | ----------------- | ---------------------------------------------------------- | ------- | ------- | --------- |
| OAK     | 2008   | 4                 | 8                 | 0                 | 3° AFC West       | Assunse il ruolo dopo 4 partite dall'inizio della stagione | -       | -       | -         |
| OAK     | 2009   | 5                 | 11                | 0                 | 3° AFC West       | no playoff                                                 | -       | -       | -         |
| OAK     | 2010   | 8                 | 8                 | 0                 | 3° AFC West       | no playoff                                                 | -       | -       | -         |
| Totale  | Totale | 17                | 27                | 0                 | -                 | -                                                          | -       | -       | -         |